# Джон Стюарт (комік)
Джон Стюарт (Jon Stewart; при народженні Джонатан Стюарт Лейбовіц; 28 листопада 1962) — американський комік, сценарист, продюсер, режисер, політичний коментатор, актор і телеведучий. Найвідоміший завдяки The Daily Show, сатиричній новинній програмі на каналі Comedy Central, ведучим якої він був з 1999 до 2015 року.
Стюарт починав як стендап-комік, але опинився на телебаченні, спершу як ведучий передачі Short Attention Span Theater («Театр короткотривалої концентрації уваги») на Comedy Central. Після цього у нього було власне шоу на MTV, The Jon Stewart Show, а згодом You Wrote It, You Watch It («Ви це писали, Ви це й дивіться»), також на MTV. Виконав кілька акторських ролей, однак майже не займався кінематографом відтоді як став ведучим The Daily Show у 1999 році. Був одночасно письменником і спів-виконавчим продюсером шоу. Після того, як приєднався Стюарт, The Daily Show поступово завоювало популярність і визнання критиків, і за час його роботи The Daily Show виграло 22 прайм-тайм премії «Еммі».
Стюарт знаний як затятий гумористичний критик особистісних медіашоу, зокрема таких медіамереж США, як CNN, Fox News і MSNBC. Критики кажуть, що Стюарт має вигоду від подвійних стандартів: він критикує інші новинні шоу з безпечної позиції «новинної сатири». Стюарт погоджується, кажучи, що ні його шоу, ні його канал не має на меті бути нічим іншим, крім сатири і комедії. Попри власну позицію The Daily Show як суто розважальної програми, його було номіновано на новинні та журналістські нагороди.
Стюарт був ведучим 78-ї і 80-ї церемонії вручення Оскара. Він є співавтором книги America (The Book): A Citizen's Guide to Democracy Inaction («Америка (книга): Посібник громадянина з бездіяльної демократії»), яка стала однією з найпродаваніших у США в 2004 році, і Earth (The Book): A Visitor's Guide to the Human Race («Земля (книга): Посібник відвідувача з людства»), яка вийшла в 2010 році.

## Ранні роки
Джонатан Стюарт Лейбовіц народився 28 листопада 1962 року в Нью-Йорку у сім'ї Маріан (уроджена Ласкін), вчительки, а згодом педагога-консультанта, і Дональда Лейбовіца, професора фізики в коледжі Нью-Джерсі і коледжі імені Томаса Едісона. Сім'я Стюарта належить до євреїв-литваків, вони емігрували в Америку з Польщі, України та Білорусі. Один з його дідів народився в Маньчжурії (нині частина внутрішньої Монголії). Стюарт другий з чотирьох синів, має старшого брата Лоренса і молодших братів Дена і Метью.
Батьки Стюарта розлучилися, коли йому було 11 років, і Стюарт був значною мірою відчужений від батька. Через напружені відносини з батьком, які в 2015 році він схарактеризував як «все ще „все складно“», він відкинув своє прізвище і почав натомість використовувати друге ім'я, Стюарт. Стюарт зазначав, що «була думка використовувати мамине дівоче прізвище, але я подумав, що це буде йому занадто велике fuck you… Чи в мене були деякі проблеми з моїм батьком? Так. Але люди завжди дивляться [на зміну мого прізвища] через призму етнічної ідентичності». Він офіційно змінив своє прізвище на Стюарт у 2001 році. Стюарт і його брат Лоренс, який раніше був виконавчим директором у NYSE Euronext (материнській компанії Нью-Йоркської фондової біржі), виросли в Лоренсвілі, Нью-Джерсі, де вони ходили в старшу школу. За словами Стюарта, він зазнав антисемітського цькування в дитинстві. Себе як старшокласника від описує як «фаната Юджина Дебса і трохи лівака.»
Стюарт виріс в епоху війни у В'єтнамі і Вотергейтського скандалу, завдяки чому розвинувся «здоровий скепсис щодо офіційних звітів». Його перша робота була у Woolworth, де працював його брат Лоренс, і Стюарт жартома говорить, що бути звільненим Лоренсом стало одним зі «шрамів» молодості.
У 1984 році Стюарт закінчив коледж Вільяма і Мері у Вірджинії, де грав у футбольній команді і спочатку вивчав хімію, перш ніж перейти до психології. Спочатку приєднався до Братства Пі Каппа Альфа, але пізніше відійшов від братства і пішов з нього через півроку. Пізніше від згадував: «Моїм життям у коледжі було прокинутися пізно, вивчити чужі конспекти, зробити кілька затяжок і піти на футбольне тренування». Його футбольний тренер пізніше описав його як «хорошого гравця» з «високою енергією». Після закінчення коледжу, Стюарт працював на різних роботах: резервним планувальником у Департаменті соціальних служб Нью-Джерсі, контрактним адміністратором Міського університету Нью-Йорка, ляльководом для неповносправних дітей, футбольним тренером в Глостерській старшій школі у Вірджинії, офіціантом, мийником посуду, працівником Woolworth's, барменом у Franklin Corner Tavern (місцевий бар «синіх комірців»), барменом у City Gardens в Трентоні. Він зазначив, що робота у City Gardens стала поворотним моментом: «Я знайшов це місце, яким були City Gardens, і це було „о, може я і не страшенний дивак. Можливо, є й інші люди з таким же відчуттям туги за чимось відмінним від того, що мають зараз“. Я думаю, це місце надихнуло багатьох людей, справді. Це було дуже творче середовище. Це було місце великих можливостей».

## Кар'єра

### Ранні роботи
З репутацією кумедного хлопця Джон Стюарт повернувся в Нью-Йорк у 1986 році, щоб спробувати свої сили в комедійному клубі, але не міг набратися сміливості, щоб вийти на сцену, до наступного року. Його стенд-ап дебют відбувся у клубі The Bitter End, де його починав і його комедійний кумир, Вуді Аллен. Він почав використовувати сценічний псевдонім «Джон Стюарт», відкинувши своє прізвище і змінивши написання свого другого імені зі «Stuart» на «Stewart». Він часто жартує, що це тому, що в людей були труднощі з вимовою «Лейбовіц» або це «звучало надто по-голівудськи» (відсилання до жарту Ленні Брюса на ту ж тему). Він зауважив, що зміна імені насправді сталася через напружені стосунки з батьком, з яким Стюарт більше не контактував.
Стюарт став завсідником в клубі Comedy Cellar, де щовечора був останнім виконавцем. Упродовж двох років він виступав о 2 годині ночі, і розвивав свій комедійний стиль. У 1989 році Стюарт уперше отримав роботу на телебаченні як письменник передачі Caroline's Comedy Hour. У 1990 році він став співведучим шоу Short Attention Span Theater на каналі Comedy Central, разом з Петті Росборо. У 1992 році Стюарт був ведучим шоу You Wrote It, You Watch It на MTV, яке пропонувало глядачам надсилати свої історії, які потім розігрувала комедійна трупа; шоу проіснувало недовго.
Кар'єра Стюарта не надто просувалася, до його появи у програмі Late Night with David Letterman на каналі NBC у березні 1993 року. Вважалося, що він стане наступним ведучим після Леттермана, однак цю позицію натомість отримав відносно невідомий Конан О'Браєн.

### The Jon Stewart Show
Пізніше в 1993 році Стюарт вів ток-шоу на MTV під назвою The Jon Stewart Show. Ця передача була першим ток-шоу на цьому каналі і миттєво стала хітом, з другим за величиною рейтингом шоу MTV після Бівіса і Батхеда. У 1994 році через появу іншого шоу, чимало місцевих трансляторів перемістили The Jon Stewart Show у часовий проміжок нещодавно скасованого The Arsenio Hall Show, що виходило о 2 годині ночі у час свого занепаду. Рейтинги стали невтішними, і шоу Стюарта скасували в червні 1995 року.
Серед шанувальників шоу був Девід Леттерман, котрий став останнім гостем на The Jon Stewart Show. Леттерман підписав зі Стюартом контракт від своєї продюсерської компанії, Worldwide Pants. Так Стюарт став частим запрошеним ведучим у Тома Снайдера у передачі The Late Late Show with Tom Snyder, яку продюсував Леттерман і яка виходила в ефір після вечірнього шоу на каналі CBS. Це призвело до чуток про те, що Стюарт незабаром замінить Снайдера на постійній основі, але натомість Стюарту запропонували проміжок часу після Снайдера, від чого він відмовився.
У 1996 році Стюарт вів короткочасне ток-шоу під назвою Where's Elvis This Week? («Де Елвіс цього тижня?»). Це була півгодинна щотижнева комедійна телепрограма, яка виходила в ефір щонеділі у Великій Британії на BBC Two. Її знімали у трансляційному центрі CBS у Нью-Йорку і це мало вигляд кількох експертів, двоє з Великої Британії і двоє зі США, які обговорювали новини і культурні питання. Прем'єра шоу у Великій Британії відбулася 6 жовтня 1996 року; всього вийшло п'ять епізодів. Серед експертів були Дейв Шапел, Едді Іззард, Філ Джупітус, Нора Ефрон, Крейг Кілборн, Крістофер Гітченс, Армандо Януччі, Норм Макдональд і Гелен Ґерлі Браун. 1997 року Стюарта вибрали ведучим і інтерв'юером для десятого спеціального епізоду Джорджа Карліна на HBO, 40 Years of Comedy.

### The Daily Show
У 1999 році Стюарт почав вести The Daily Show на Comedy Central, після того як Крейг Кілборн покинув шоу, щоб замінити Тома Снайдера на The Late Late Show. Шоу поєднує гумор і найважливіші новини дня, як правило з політики, одночасно жартуючи над політиками і багатьма ньюзмейкерами, а також загалом ЗМІ. В інтерв'ю на The O'Reilly Factor, Стюарт спростував наявність будь-якого навмисного політичного порядку денного у шоу, сказавши, що мета шоу — «хіхоньки і хахоньки». «Та ж слабкість, що привела мене в комедію, також інформує моє шоу», мається на увазі, що йому незручно говорити, не чуючи сміху аудиторії. «Стюарт не пропонує нам цинізм заради цинізму, а щоб в ігровій формі пропонувати різні ідеї, які не допускаються в серйозніших новинних форматах, які рабськи чіпляються за офіційний виклад подій».
Стюарт вів майже всі випуски передачі, за винятком кількох випадків, коли його заміняли такі кореспонденти, такі як Стівен Колбер, Роб Кордрі, Джейсон Джонс і Стів Карелл, а також влітку 2013 року, коли шоу вів Джон Олівер. Стюарт виграв сумарно двадцять прайм-тайм премій «Еммі» за The Daily Show як письменник або продюсер, і дві як продюсер шоу The Colbert Report (2013—2014), вигравши загалом двадцять дві прайм-тайм премії «Еммі», що є рекордом для особи-чоловіка. У 2005 році Стюарт і The Daily Show отримали Греммі за найкращий комедійний альбом аудіокниги America (The Book): A Citizen's Guide to Democracy Inaction. У 2000 і 2004 році шоу отримало дві премії Пібоді за висвітлення президентських виборів тих років, що йшло під назвами «Нерішучість 2000» і «Нерішучість 2004» відповідно.

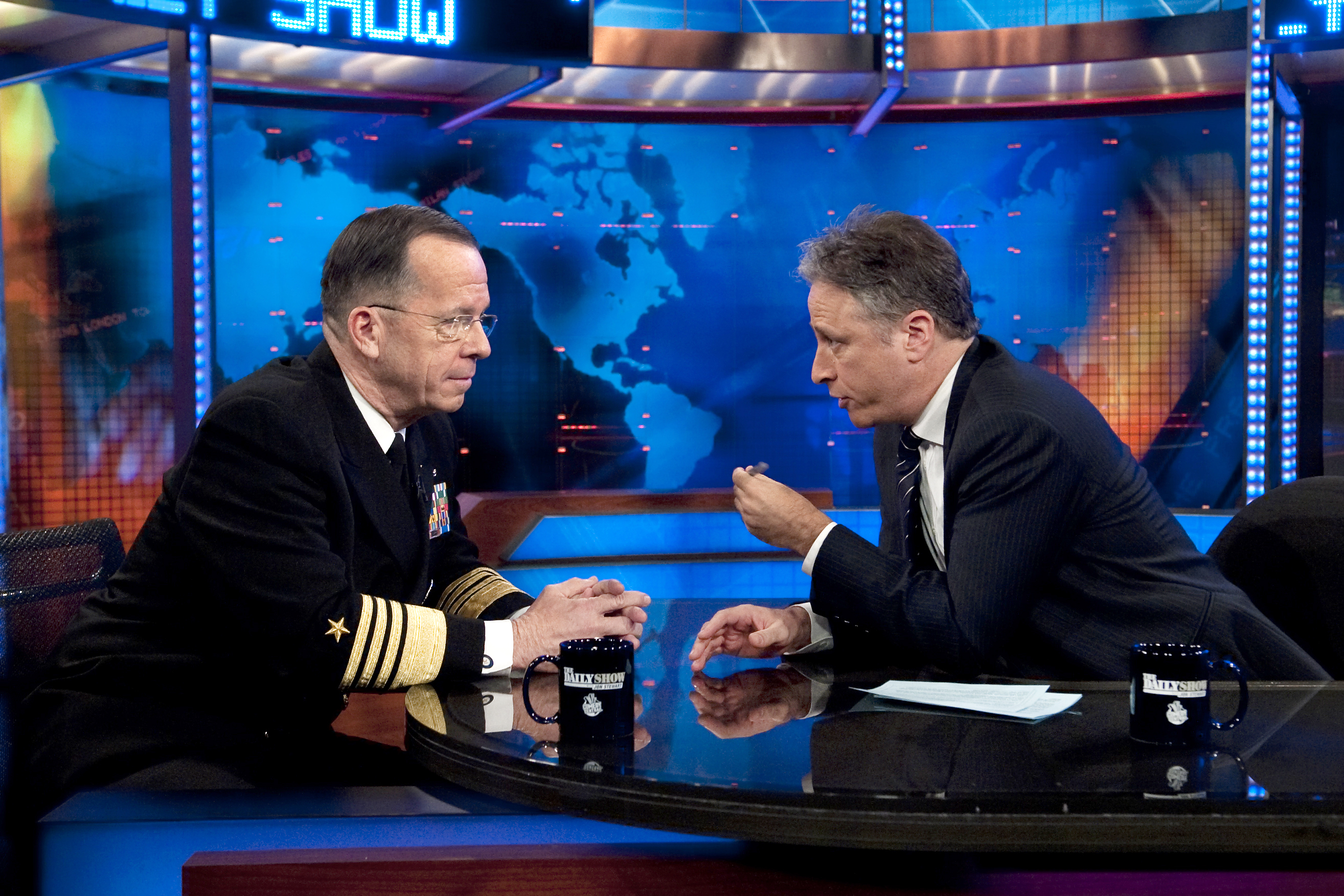
Стюарт веде інтерв'ю з адміралом Майклом Малленом на The Daily Show

Шоу від 20 вересня 2001 року, перший випуск після терактів 11 вересня 2001 року, розпочалося без вступної частини. До цього вступна частина шоу містила кадри панорами Нью-Йорку з рухом до Всесвітнього торгового центру. Перші дев'ять хвилин шоу Стюарт на межі сліз виклав свій особистий погляд на подію. Його виступ закінчився словами:
«Вид… з моєї квартири… був на Всесвітній торговий центр… а тепер його немає, вони атакували його. Цей символ американської винахідливості і сили, і праці, і уяви, і комерції, і тепер його не стало. Але знаєте, який вид зараз? На Статую Свободи. Вид з Південного Манхеттена тепер — на Статую Свободи. Це не можна перемогти».
У середині 2002 року, на тлі чуток, що Девід Леттерман збирається перейти з CBS на ABC, коли закінчиться контракт, говорили, що Стюарт замінить Леттермана CBS. Кінець кінцем Леттерман продовжив контракт з CBS, а 9 березня 2002 в епізоді Saturday Night Live, який вів Стюарт, обіграли цю ситуацію.
Наприкінці 2002 року, ABC запропонував Стюарту власне ток-шоу, яке б виходило перед Nightline. Контракт Стюарта із The Daily Show підходив до завершення, і він висловив велику зацікавленість. ABC, однак, вирішило віддати нове шоу ще одному коміку з Comedy Central, Джиммі Кіммелу.
4 квітня 2006 в інтерв'ю з американським сенатором Джоном Маккейном Стюарт поставив під сумнів його рішення з'явитися в Університеті Свободи, навчальному закладі, заснованому Джеррі Фолвеллом, кого Маккейн раніше звинувачував як одного з «агентів нетерпимості». Під час діалогу Стюарт запитав Маккейна, «Ви не зриваєтеся на нас? Ви зриваєтеся на нас, бо якщо ви сходите з розуму і йдете в божевільний базовий світ — ви йдете в божевільний базовий світ?» Маккейн відповів: «Боюся, що так». Кліп показали на CNN, це вилилося в сплеск статей у блогосфері.
У 2007 році, The Daily Show було залучене в тому, як колишній кореспондент Стівен Колбер оголосив, що буде балотуватися на пост президента в 2008 році. 2008 року Стюарт з'явився у новинній програмі Democracy Now! («Демократія тепер!») У 2008 році у публікації в Нью-Йорк Таймс запитувалося, чи не став Стюарт «людиною, якій найбільше довіряють в Америці», як оригінально називали тривалого ведучого новин Волтера Кронкайта.
28 квітня 2009 року під час дискусії про тортури з Кліффордом Меєм, Стюарт висловив свою думку, що колишній президент Гаррі Трумен був воєнним злочинцем через те, що використав ядерну бомбу проти Японії під час Другої світової війни. За хвилину Стюарт підтвердив свій вислів: «Ось що я думаю про атомні бомби. Я думаю, якщо ти скидаєш бомбу за п'ятнадцять миль від берега і тоді кажеш „наступна впаде на вас“, то я б сказав, що це нічого. Скинути ж її на місто і вбити сотню тисяч людей. Так, я думаю, це злочин». 30 квітня 2009 року у своїй передачі Стюарт вибачився і зазначив, що не вважає Трумана воєнним злочинцем: «Мені не треба було говорити те, що я сказав. Тому я кажу зараз, що ні, я так не думаю. Атомна бомба — дуже складне рішення в контексті жахливої війни, і я відмовляюсь від своїх слів, бо вважаю, що було дурницею таке казати».
У квітні 2010 Comedy Central поновив контракт зі Стюартом на The Daily Show до 2013. Згідно з списком знаменитостей Forbes 2008 року, він заробляв 14 млн доларів США на рік.
16 вересня 2010 року Стюарт та Стівен Колбер оголосили, що 30 жовтня відбудеться ралі, відоме під назвою «Ралі за відновлення глузду та/або страху». Воно відбулося на Національній алеї у Вашингтоні і зібрало близько 215 000 учасників. У грудні 2010 Білий дім та інші медіа і політичні видання завдячували Стюарту приверненням уваги публіки до ухиляння республіканців від прийняття Акту Джеймса Задроги про здоров'я і компенсації 9/11; внаслідок інформаційного впливу Стюарта врешті було прийнято цей закон, яким забезпечувались соціальні виплати першим ліквідаторам, що підірвали своє здоров'я роботою в епіцентрі теракту 11 вересня.
Випуск шоу 10 січня 2011 року Стюарт почав монологом про стрілянину в Тусоні, Аризона. Він сказав, що хотів би, щоб «маячня божевільних людей в жодному разі не відображала того, як ми насправді розмовляємо один з одним на телебаченні». Перед перервою на рекламу Стюарт сказав глядачам, що шоу продовжиться як завжди наступного вечора, а після реклами було показано в повторі репортаж Джейсона Джонса дворічної давності.
The New York Times висловили позицію, що він «сучасний відповідник Едварда Марроу», а британська національна газета The Independent назвала його «головнокомандувачем сатириків». В інтерв'ю сенатор Джон Маккейн описав Стюарта як «сучасного Вілла Роджерса і Марка Твена».
Ваят Сінек сказав, що Стюарт послав його після того, як Сінек зізнався, що йому було некомфортно від випуску Daily Show в червні 2011 року про республіканського кандидата в президенти Германа Кейна (повідомлено в липні 2015).
У березні 2013 було оголошено, що Стюарт зробить 12-тижневу перерву у The Daily Show, щоб зняти свій фільм Rosewater, оснований на книжці Then They Came for Me («Тоді вони прийшли по мене») Мазіара Бахарі. Починаючи з 10 червня 2013 кореспондент The Daily Show Джон Олівер перебрав на себе основні обов'язки ведучого на час відсутності Стюарта. Щорічне опитування платні зірок 2013 від TV Guide показало, що Стюарт один з найвисокооплачуваніших ведучих вечірніх шоу, і заробляє близько 25–30 млн дол. США на рік.
14 липня 2014 року Стюарт інтерв'ював Гілларі Клінтон на тему Близького Сходу. Те, як Клінтон засуджувала Хамас, змусило його запитати її: «Але чи не думаєте ви, що вони можуть виглядати, наче багато чому дають шанс, і схожі на єдиних людей, як чинять якийсь спротив своїм обставинам?» Для жителів Гази, сказав він, Хамас має виглядати як «борці за свободу». 1 серпня 2014 року Стюарт висловився в ефірі, що «Ми не можемо бути і спонсором реабілітації Ізраїлю, і його наркодилером».
Під час знімання шоу 10 лютого 2015 року Стюарт оголосив, що покидає The Daily Show. Президент Comedy Central Мішель Генелес підтвердила це у своїй заяві. Пізніше було оголошено, що на місці ведучого шоу Стюарта замінить південноафриканський комік Тревор Ноа. 20 квітня 2015 року Стюарт дав знати, що його останній випуск вийде 6 серпня 2015.
28 липня 2015 року Даррен Самуельсон з Politico повідомив, що Стюарт двічі був у Білому домі на зустрічах з президентом Обамою, про які доти не було відомо: у жовтні 2011 року і в лютому 2014-го; цю тему пізніше підхопив Майкл Д. Шер з The New York Times. Стюарт відповів на це у своєму шоу, звернувши увагу, що зустрічі значаться у публічно доступному журналі відвідувачів президента і що його просили про приватну зустріч чимало видатних особистостей, як-то Роджер Ейсл із Fox News. Він сказав, що Обама просив його не прищеплювати молодим американцям цинічного ставлення до їхнього уряду, на що Стюарт відповів, що він радше «скептично ідеалістичний».
Фінальне шоу тривалістю понад годину вийшло 6 серпня і містило воз'єднання з колишніми кореспондентами Daily Show і камео відеокліпи людей, яких Стюарт робив мішенями свого шоу у попередні роки, серед них Білл О'Райлі, Джон Маккейн, Кріс Крісті і Гілларі Клінтон. Воно завершилося виступом Брюса Спрінгстіна та E Street Band.

### Проєкти HBO
У листопаді 2015 року було оголошено, що Стюарт підписав чотирирічну угоду з HBO на ексклюзивний цифровий контент для HBO NOW, HBO Go та інших платформ.
Програмний президент HBO Кейсі Блойс сказав, що «є ідея анімаційної пародії на кабельні новинні мережі на порталі на зразок Onion». Команда працювала з графічною компанією OTOY над побудовою системи для створення контенту. Було підтверджено, що над проєктом працюватимуть Майк Браун, Стів Волтьєн, Челсі Девантес, Люсі Стейнер, Кейт Джеймс та Роббі Словік. Команда тестувала матеріалу The Count Basie Theatre Performing Arts Academy.
Прем'єра шоу переносилася кілька разів, з осені 2016, на першу чверть 2017, і була скасована 23 травня 2017.

У заяві про скасування йшлося: 
|  | HBO та Джон Стюарт вирішили не продовжувати роботу над короткометражним цифровим анімованим проєктом. […] Ми всі думали, що проєкт має великий потенціал, але з'явилися технічні проблеми з виробництвом і дистрибуцією, що виявилися заскладними з огляду на швидкий розвиток і тематичну природу матеріалу. Ми раді повідомити, що є інші майбутні спільні проєкти, про які ви почуєте в найближчому майбутньому. Оригінальний текст (англ.) HBO and Jon Stewart have decided not to proceed with a shortform digital animated project. [...] We all thought the project had great potential but there were technical issues in terms of production and distribution that proved too difficult given the quick turnaround and topical nature of the material. We're excited to report that we have some future projects together which you will be hearing about in the near future |

### Друковані роботи

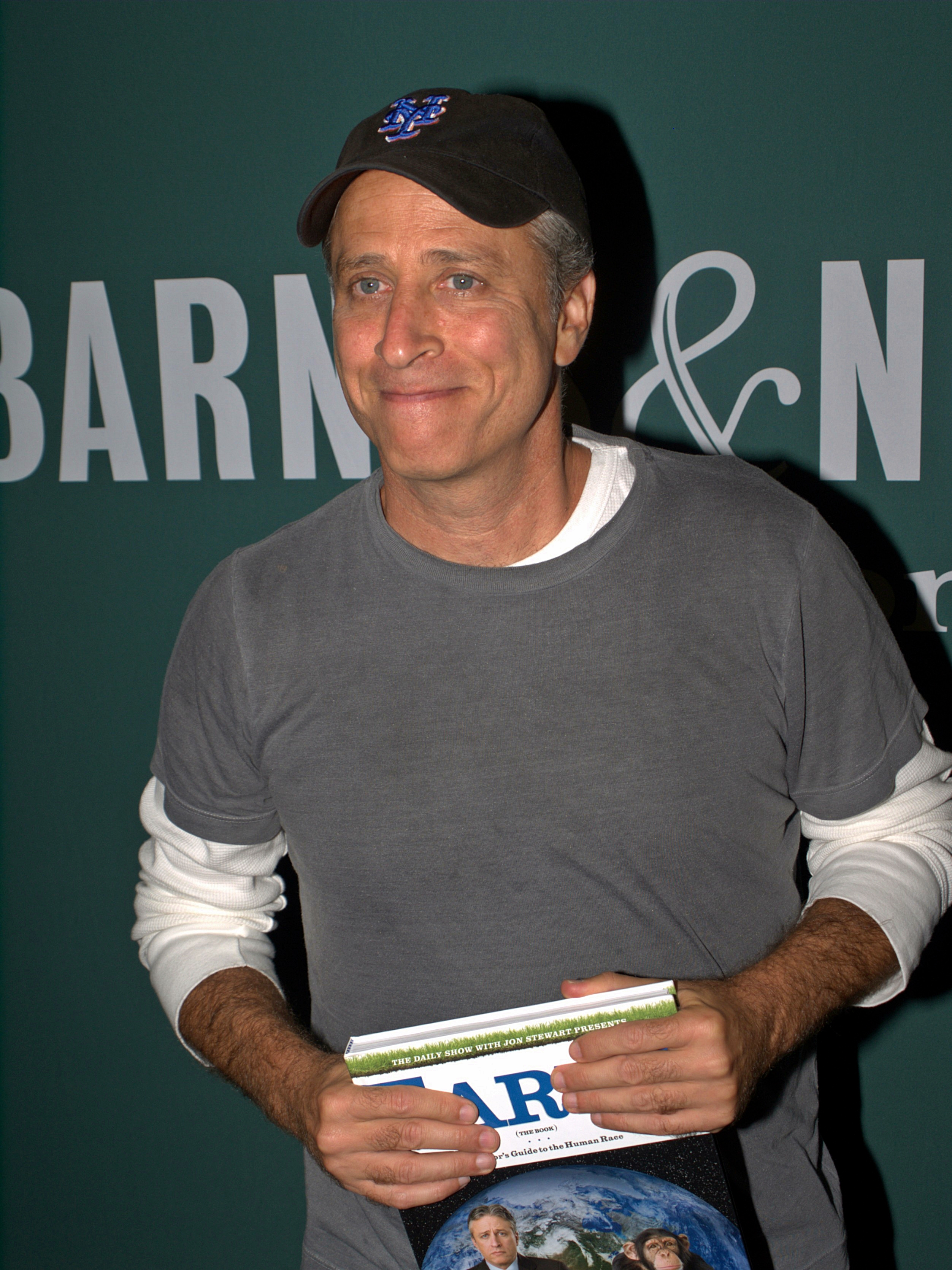
Стюарт на презентації своєї книжки, Earth (The Book), у Нью-Йорку, 27 вересня 2010

У 1998 році Стюарт видав свою першу книжку, Naked Pictures of Famous People («Оголені картинки відомий людей»), серію гумористичних оповідань та есе. Книжка потрапила у Список бестселерів «Нью-Йорк таймс».
У 2004 році Стюарт і письменники The Daily Show випустили книжку America (The Book): A Citizen's Guide to Democracy Inaction («Америка (книга): Посібник громадянина з бездіяльної демократії»), пародію на шкільний підручник з історії, де йдеться про унікальну американську систему урядування, подаються розрізи інституцій, пояснюється історія і процеси та в сатиричній формі подані популярні американські політичні концепції: «одна людина, один голос», «народне урядування» та «важливий кожен голос». Після виходу книжки у 2004 році було продано мільйони екземплярів і за підсумками року книжка опинилася на 15 місця за обсягами продажів.
У 2005 році Стюарт озвучував президента Джеймса Гарфілда в аудіоверсії книжки Сари Вавелл Assassination Vacation. У 2007 році Стюарт озвучував роль Морта Сінклера, колишнього комедійного письменника для телебачення і колумніста, в аудіоверсії книжки Стівена Колбера I Am America (And So Can You!).
У 2010 Стюарт і письменники The Daily Show випустили сиквел своєї першої книжки, під назвою Earth (The Book): A Visitor's Guide to the Human Race («Земля (книга): Посібник відвідувача з людства»). Книжка має слугувати путівником-бедекером для позаземної цивілізації, яка відкриє Землю після того, як людство вимре, найімовірніше, від власних рук.
У березні 2012 року Стюарт робив інтерв'ю з Брюсом Спрінгстіном для Rolling Stone.

### Актор
Хоча Стюарт найвідоміший завдяки роботі на The Daily Show, він також зіграв декілька ролей у фільмах і телесеріалах. Його перша роль у фільмі була в стрічці Абсолютно дурний Він з'явився у Клуб перших дружин, але його сцену було вилучено. У 1995 році Стюарт підписав трирічну угоду з Miramax. Він грав романтичні ролі у фільмах Від серця граючись та Думки, повні бажання. Зіграв другорядну роль у романтичній комедії Де тебе носило і горрорі Факультет. Були й інші фільми із запланованою участю Стюарта, які, однак, не було знято. Стюарт підтримував зв'язок із засновниками Miramax Гарві та Бобом Вайнстіном і продовжував з'являтися у фільмах, які вони виробляли, в тому числі Джей і мовчазний Боб завдають удару у відповідь, Дугал та документальному фільмі Гра слів.
Він з'явився в ролі курця у Непропечений і в Великий тато як сусід Адама Сендлера по кімнаті; пізніше він жартував у Daily Show і документальному фільмі Аристократи, що йому довелося переспати із Сендлером, щоб отримати цю роль. Стюарт часто жартує зі своїх появ у провальному Death to Smoochy, де він зіграв підступного директора телебачення, й анімаційного фільму Doogal, де він грає синю пружину на ім'я Зібад, яка стріляє морозним променем зі своїх вусів. 2007 року Стюарт з'явився у камео в Евані Всемогутньому, де знявся колишній кореспондент Daily Show Стів Керелл. У фільмі Стюарта видно на телеекрані у вигаданому сюжеті Daily Show, де він сміється з того, що персонаж Керелла збудував ковчег.
Стюарт не раз з'являвся у The Larry Sanders Show, граючи самого себе як випадкову заміну і можливого наступника ведучого шоу Ларрі Сандерса (якого грає Гаррі Шендлінг). 1998 року Стюарт вів телеспецвипуск Elmopalooza, до 30 річчя Вулиці Сезам. Він був запрошеною зіркою у ситкомах Няня, Dr. Katz, Professional Therapist, Спін Сіті, NewsRadio, Американський тато та Сімпсони. Також з'являвся як гість у дитячих серіалах Between the Lions, Вулиця Сезам та Jack's Big Music Show.

### Продюсер
У середині 1990-х Стюарт заснував власну продюсерську компанію Busboy Productions (англ. busboy — помічник офіціанта; ним Стюарт колись працював). Стюарт підписав угоду з Miramax на розробку проєктів через свою компанію, але жодна з його ідей не була втілена. Після успіху Стюарта як ведучого і продюсера The Daily Show, він відновив Busboy Productions з продюсерами Daily Show Беном Карліном та Річем Корсоном. 2002 року Busboy планували виробляти ситком для NBC зі Стівеном Кольбером, але це не було втілено.
У 2005 році Comedy Central дійшов згоди з Busboy, за якою Comedy Central забезпечуватиме фінансову підтримку продюсерської компанії. Comedy Central матиме погоджувати усі проєкти, після чого Busboy може продавати їх іншим мережам.
Угода породила спін-оф Daily Show під назвою The Colbert Report і його заміну, The Nightly Show with Larry Wilmore. До інших проєктів належать пілотний епізод ситкому Three Strikes, документальний фільм Sportsfan, серіал Important Things with Demetri Martin та фільм The Donor.
Після того, як Стюарт покинув The Daily Show, він згадувався як виконавчий продюсер The Late Show with Stephen Colbert.

### Режисер
У березні 2010 року Стюарт оголосив, що отримав права на історію журналіста Мазіара Бахарі, який просидів в іранській в'язниці 118 днів. 6 червня 2011 в епізоді The Daily Show Бахарі знову з'явився в гостях у Стюарта, а в березні 2013 року Стюарт оголосив, що бере 12-тижневу перерву для знімання фільму за книжкою Бахарі Then They Came For Me («Тоді вони прийшли по мене») 2011 року. Фільм Стюарта має назву Rosewater. Прем'єра відбулася у вересня 2014 року на Міжнародному кінофестивалі у Торонто й отримала «загалом схвальні» відгуки, а в прокаті картина з'явилася 14 листопада 2014 року.
Стюарт зауважив, що The Daily Show вплинуло на його режисерство більше, ніж попередні виконані ролі. Він сказав: «Суть у співпраці. У розумінні. Знімання шоу навчили мене цьому процесу чіткості бачення, але гнучкості процесу. Знаєш свої наміри, знаєш, куди хочеш привести сцену у той спосіб, в який хочеш, зміщення моменту, наголос, де ти хочеш, щоб вони були». Він також висловив зацікавлення знімати фільми ще.

### Ведучий і публічні виступи
Стюарт двічі був ведучим Премії Греммі, у 2001 та 2002 роках, і вів 78-му церемонію вручення Оскара. Відгуки критиків до виступу Стюарта були змішаними. Роджер Еберт схвально порівняв його з легендарним ведучим Оскара Джонні Карсоном. Інші критики були менш позитивними; Том Шелс із The Washington Post сказав, що Стюарт вів церемонію із «зарозумілою відсутністю гумор». Джеймс Понєвозік із TIME сказав, що Стюарт був поганим ведучим, але чудовим «антиведучим» у тому, як він висміював ті частини ефіру, які того заслуговують, що дало йому певний рівень достовірності перед неголівудською аудиторією. Стюарт і кореспондент Джон Олівер пізніше жартували з цих тьмяних відгуків у сюжеті The Daily Show про 79-ту церемонію вручення Оскара, де сказали, що «демона торішнього Оскара нарешті вигнали».
Стюарт знову був ведучим вже 80-ї церемонії вручення Оскара 24 лютого 2008 року. Відгуки на цей виступ були кращими. Метью Гілберт із Boston Globe вважав, що сама церемонія була посередньою, однак хвалив Стюарта, написавши що «Було приємно бачити Джона Стюарта у ролі Джона Стюарта. Він формується у надійного ведучого Оскара пост-біллі-кристалівських років. Він не музикальний, однак достатньо багатосторонній, щоб маневрувати між жартам про політику, Голівуд, нові медіа і, що найважливіше, волосся». Колумніст Variety Браян Лорі хвалив виступ Стюарта, зазначаючи, що той «чесно заробив свою платню, підтримуючи грайливий, непоштивий тон вечора, чи то жартуючи про різнобічність Кейт Бланшетт, чи то дивлячись Лоуренса Аравійського з екрана iPhone».
У грудні 2009 року Стюарт виступив з промовою у Центрі виконавського мистецтва ім. Джона Ф. Кеннеді на честь Брюса Спрінгстіна, одного з тогорічних отримувачів почесної відзнаки Центру Кеннеді, фанатом якого є Стюарт. Він також виступив з іншою промовою на честь Спрінгстіна у лютому 2013 року в рамках церемонії нагородження співаків «Людина року» від MusiCares.
У березні 2015 року Стюарт почав комедійну ворожнечу з реслером WWE Сетом Роллінсом, і з'явився на арені WWE Raw під час сегменту в стилі Daily Show, який вів Роллінс. 23 серпня 2015 Стюарт був ведучим SummerSlam у Барклайс-центрі в Брукліні. Пізніше він ув'язався в основну подію між Роллінсом та Джоном Сіною, допомігши Роллінсу зберегти своє світове чемпіонство WWE у важкій вазі, а також виграти у Сіни чемпіонство Сполучених Штатів. Наступного вечора на арені Raw він пояснив свої дії, сказавши, що зробив це для Рік Флера (який також був присутній), щоб зберегти його чемпіонський рекорд. Сіна виконав на Стюарті свій прийом Attitude Adjustment («корекція поведінки»), чим і закінчився сегмент. Стюарт повернувся на SummerSlam 21 серпня 2016 як спеціальний гість.
Стюарт ув'язався у Twitter-війну з кандидатом у президенти Дональдом Трампом, який в багатьох твітах стверджував, що те, як Стюарт змінив своєї ім'я, свідчить про його фальшивість. Стюарт і деякі аналітики вирішили, що це антисемітизм. Коли Трамп твітнув, що Стюарт має «пишатися своєю спадщиною», Стюарт гострим жартом відповів, що справжнє ім'я Трампа — «Fuckface Von Clownstick», і що Трамп має пишатися своєю «Clownstick heritage.»

## Стюарт критикує тележурналістів

### Поява наCrossfire
У теледискусії з тодішнім кореспондентом CNN Такером Карлсоном на ток-шоу Crossfire 15 жовтня 2004 року Стюарт критикував стан тележурналістики, і благав у ведучих шоу «перестати робити Америці боляче», називаючи обох ведучих, Карлсона і Пола Бегали, «упередженими махлювальниками». Після публікації в інтернеті, ролик переглянули багато разів, а тема набула широкого висвітлення у ЗМІ.
Попри те, що Стюарт прийшов на передачу коментувати поточні новини, він одразу змістив дискусію в сторону самого шоу, зазначивши, що Crossfire провалило свою відповідальність перед глядачами інформувати й освічувати їх про політику як серйозну тему. Стюарт зауважив, що шоу займається упередженим махлюванням замість чесних дебатів, а на твердження ведучих, що Crossfire — це шоу дебатів, відповів, що це як «сказати, що професійний реслінг — це шоу про атлетичні змагання». Карлсон відповів, що Стюарт критикує новинарів за те, що ті не приводять до відповідальності посадовців, а сам в інтерв'ю з Джоном Керрі ставив тому «м'які» запитання (Стюарт визнав, що голосував за Керрі на президентських виборах 2004). Стюарт відповів, що не усвідомлював, що «новинні організації звертають погляд на Comedy Central в пошуках стимулів до чесності». Коли Карлсон продовжив пресувати Стюарта щодо Керрі, той сказав: «Ви на CNN! На мене котить бочку шоу, де підставні слухачі роблять фальшиві дзвінки! Що з вами не так?». Коли ж Карлсон пустив шпильку «Годі тобі, я думав, ти будеш смішним», Стюарт відповів: «Ні, я не буду вашою мавпочкою». Відповідаючи на критику Стюарта, Карлсон сказав: «Тобі треба влаштуватися на роботу в школу журналістики», на що Стюарт відповів: «А тобі треба туди вступити!»
У випуску The Daily Show наступного понеділка Стюарт так розповів про цей випадок:
Ми вирішили сходити в це місце, Crossfire, це тонке аналітичне шоу публічної політики… назване на честь диких куль, які влучають в невинних перехожих під час битви банд. Отож я пішов на Crossfire і, треба визнати, я був висушений, захищався, як Мартін Лоренс… і я завжди в минулому згадував перед друзями і людьми, яких зустрічав на вулиці, що на мою думку, це шоу… гм… хрінове. То я подумав, що буде тільки правильно сходити і сказати це їм персонально на їхній програмі, але ось в чому рік, коли йдеш на конфронтацію з кимось на їхньому шоу: Вони там! Незручно! І вони були дуже злі, бо, як виявилось, запросили когось на шоу під назвою Crossfire, висловлюєш свою думку, а їм до того байдуже… Я сказав їм, що на мою думку, шоу робить Америці боляче, а вони такі до мене кажуть, що я не смішний. І я сказав їм, «знаєте що, завтра я повернусь до того, щоб бути смішним, а ваше шоу так і залишиться хріновим».
Оригінальний текст (англ.)
[We decided to go to this place, Crossfire, which is a nuanced public policy analysis show… named after the stray bullets that hit innocent bystanders in a gang fight. So I go to Crossfire and, let's face it, I was dehydrated, it's the Martin Lawrence defense… and I had always in the past mentioned to friends and people that I meet on the street that I think that show… um… blows. So I thought it was only the right thing to do to go say it to them personally on their program, but here's the thing about confronting someone with that on their show: They're there! Uncomfortable! And they were very mad, because apparently, when you invite someone on a show called Crossfire and you express an opinion, they don't care for that… I told them that I felt their show was hurting America and they came back at me pretty good, they said that I wasn't being funny. And I said to them, "I know that, but tomorrow I will go back to being funny, and your show will still blow.] Помилка: {{Lang}}: текст вже має курсивний шрифт (допомога)

У січні 2005 року CNN оголосили, що закривають Crossfire. Коли його запитали про це, новий президент CNNs Джонатан Кляйн послався на епізод зі Стюартом: «Я думаю, він має рацію про рівень шуму цього роду шоу, які не роблять нічого, щоб висвітлювати проблеми дня».
18 березня 2009 року Карлсон написав допис блогу для The Daily Beast критикуючи Стюарта за ставлення до випадку з CNBC (див. нижче). Карлсон описав інцидент із CNN і заявив, що Стюарт ще щонайменше «годину» залишався за лаштунками і «продовжував читати лекцію нашим працівникам», що Карлсон описав як «найдивнішу річ, яку я будь-коли бачив».

### Критика CNBC
Стюарт знову став вірусним явищем інтернету 4 березня 2009 року. CNBC скасувало заплановану появу Ріка Сантеллі на The Daily Show, але Стюарт все одно пустив короткий сегмент про те, як CNBC дає погані інвестиційні поради.
Подальший обмін репліками між Джимом Крамером, про якого багато йдеться в оригінальному сегменті, і Стюартом у ЗМІ призвів до високоочікуваної очної конфронтації на The Daily Show. Епізод отримав значну увагу медіа і став другим за кількістю переглядів епізодом The Daily Show, поступившись лише епізоду про інавгурацію президента 2009 року. Він зібрав 2,3 глядачів, а наступного дня вебсайт шоу показав найвищі показники відвідуваності за 2009 рік. Хоча Крамер визнав на шоу, що деяка критика Стюартом CNBC має сенс і канал «може бути кращим», пізніше він сказав у The Today Show, що критика Стюартом медіа «наївна й оманлива».

### Критика Fox News
Упродовж свого перебування на The Daily Show Стюарт часто звинувачував Fox News у викривленні новин задля підтримки консервативної пропаганди, одного разу висміявши канал як «найубогіше сестринство в світі». У листопаді 2009 року Стюарт викрив Fox News за використання деяких відео із попереднього ралі Руху Чаювання під час звіту про свіжіше ралі, що змусило останнє виглядати відвідуванішим, ніж воно насправді було. Ведучий шоу, Шон Генніті, наступного вечора вибачився за використання невідповідного відео. Місяць по тому Стюарт критикував співведучу Fox & Friends Гретхен Карлсон — колишню Міс Америка та випускницю Стенфорда — за її заяву, що вона гуглила такі слова як «ignoramus» (лат. «неук») та «цар». Стюарт сказав, що Карлсон робить із себе дурепу задля «аудиторії, яка вважає інтелект недоліком еліти».
Стюарт посилив свою критику Fox News у 2010 році; станом на 24 квітня, The Daily Show критикувало роботу Fox News у 24 сегментах. Білл О'Райлі, ведучий ток-шоу The O'Reilly Factor на Fox News, відповідав тим, що The Daily Show начебто є «ключовим компонентом лівого телебачення», а Стюарт любить Fox News за те, що вони «не нудні».
Під час інтерв'ю з Крісом Воллесом 19 червня 2011 року Стюарт назвав Воллеса божевільним, коли той сказав, що нещодавнє порівняння Стюартом рекламного відео Сари Палін з рекламою ліків проти герпесу є політичним коментарем. Стюарт також сказав, що глядачі Fox є «найбільш послідовно дезінформованими» глядачами політичних ЗМІ. Сайт перевірки фактів PolitiFact назвав цей факт хибним із застереженнями, а Стюарт пізніше визнав свою помилку.
У 2014 році Стюарт широко викривав Fox News за їхнє, на його думку, лицемірне висвітлення питання продовольчих карток та допомоги уряду США. Кульмінація припала на протистояння Банді, коли у багатьох сегментах багатьох епізодів Стюарт особливо пікірував Шона Генніті і його висвітлення події. Генніті відповів «вогнем у відповідь», зауваживши Стюарту асоціювання себе з Кетом Стівенсом під час його Ралі у 2010 році. Стюарт знову відповів звинуваченням щодо того, як Генніті часто називав Теда Ньюджента «другом і частим гостем» своєї програми і підтримував Ньюджентову жорстоку риторику щодо Барака Обами і Гілларі Клінтон у 2007. Наприкінці серпня 2014 року Стюарт несамовито критикував манеру Fox News висвітлювати історію підлітка Майкла Брауна, застреленого полісменом Дарреном Вілсоном у Фергюсоні, штат Miccypir, і подальші протести громадян.

## Адвокація
Стюарт інколи використовував The Daily Show для адвокації явищ, таких як підтримка ветеранів та соціальна допомога ліквідаторам 9/11. Йому приписують зрушення з мертвої точки в Сенаті закону про охорону здоров'я і соціальну підтримку ліквідаторам теракту 11 вересня; закон було прийнято через 3 дні після того, як група ліквідаторів з'явилася у гостях на шоу. У березні 2009 року він критикував пропозицію Білого дому виключити ветеранів зі списків Адміністрації ветеранів, якщо у тих є персональна страховка здоров'я; Білий дім відмовився від плану наступного дня.

## Страйк Гільдії письменників 2007—2008
Стюарт був важливим фактором об'єднання письменників Comedy Central у профспілку. Письменники The Daily Show стали першими з письменників Comedy Central, хто приєдналися до гільдії, а за ними приєдналися й інші шоу.
Стюарт підтримував страйк Гільдії письменників 2007–08 років. В епізоді The Daily Show напередодні страйку він саркастично прокоментував те, як Comedy Central виклав усі епізоди у вільний доступ на сайті, але без реклами, і сказав «підтримайте наших рекламодавців». Шоу пішло на перерву, коли почався страйк, як зробили й інші вечірні ток-шоу. Після повернення Стюарта на шоу 7 січня 2008 року він відмовився вживати назву The Daily Show, заявивши, що The Daily Show — це шоу, яке створюється усіма людьми, відповідальними за випуск, у тому числі письменниками. Під час страйку він називав своє шоу A Daily Show with Jon Stewart, доки страйк не закінчився 13 лютого 2008 року.
Вибір Стюарта повернутися в ефір викликало критику і звинувачення в тому, що він підриває позиції своїх письменників. Сет Макфарлейн вписав жарт про це в епізод Family Guy, на що Стюарт відповів годинним телефонним дзвінком, в якому допитувався, чому Макфарлейн вважає себе «моральним арбітром» Голівуду. Колишній письменник The Daily Show Девід Фелдман також зауважував, що Стюарт був проти спілки в той час і карав своїх письменників за рішення об'єднатися у профспілку.
Страйк Гільдії письменників 2007–08 послужив появі гумористичної ворожнечі між Стюартом, Стівеном Колбером та Конаном О'Браєном на початку 2008 року. Без письменників, які могли б підігріти їхні жарти, три коміки влаштували кросовер/суперництво, щоб привернути увагу глядачів під час спаду рейтингів. Колбер заявив, що завдяки його «балотуванню в президенти» Майк Хакабі отримав успіх на президентських гонках 2008 року. О'Браєн заявив, що це йому Хакабі завдячує успіхом, бо він не лише згадував того у шоу, а ще й відповідає за успіх Чака Норріса (Норріс підтримував Хакабі). У відповідь, Стюарт заявив, що він відповідальний за успіх О'Браєна, бо запросив його на The Jon Stewart Show, а значить, і за успіх Хакабі. Це вилилося в тристоронню комедійну битву між трьома «експертами», які по черзі з'являлися на шоу одне в одного. «Ворожнеча» закінчилася на Late Night with Conan O'Brien, де всі троє влаштували жартівливу бійку.

## Впливи
Серед тих, хто на нього вплинув, Стюарт називає Джорджа Карліна, Ленні Брюса, Девіда Леттермана, Стіва Мартіна та Річарда Прайора.
Серед коміків, які стверджують, що на них вплинув Стюарт, Стівен Колбер, Джон Олівер, Саманта Бі, Ларрі Вілмор, Бассем Юссеф, Тревор Ноа та Джордан Клеппер.

## Особисте життя
Стюарт єврей за походженням, однак нерелігійний.
Під час знімання фільму Wishful Thinking 1997 року виробничий асистент фільму влаштував Стюарту сліпе побачення з Трейсі Лінн Макшейн. Вони зустрічалися чотири роки. Стюарт освідчився їх, зробивши персоналізований кросворд з допомогою Вілла Шортца, редактора кросвордів у The New York Times. Вони одружилися у 2000 році. 19 червня 2001 року Стюарт і його дружина подали спільну заяву на зміну імені й офіційно змінили свої прізвища на «Стюарт». Завдяки штучному заплідненню пара має двох дітей.
У 2000 році, коли його назвали демократом, Стюарт загалом погодився, але описав свою політичну приналежність як «радше соціаліст чи незалежний», ніж демократ. Стюарт голосував і за республіканців, востаннє на президентських виборах 1988, коли голосував за Джорджа В. Буша проти Майкла Дукакіса. Він зауважив, що в Була була «прямота, яку я дуже поважав».
У 2013 році Джон і Трейсі купили ферму поблизу Міддлтауна в Нью-Джерсі, площею 4,9 га, під назвою «Bufflehead Farm». Стюарти використовують її як притулок для тварин, що пережили жорстоке поводження. У 2015 році Стюарт став вегетаріанцем з етичних причин; його дружина вже довгий час веганка.
У 2017 році Джон і Трейсі отримали згоду на відкриття притулку для тварин площею 18 га у Колтс-Неку, що стане домом для тварин, врятованих зі скотобоєнь і ринків.

## Відзнаки і нагороди

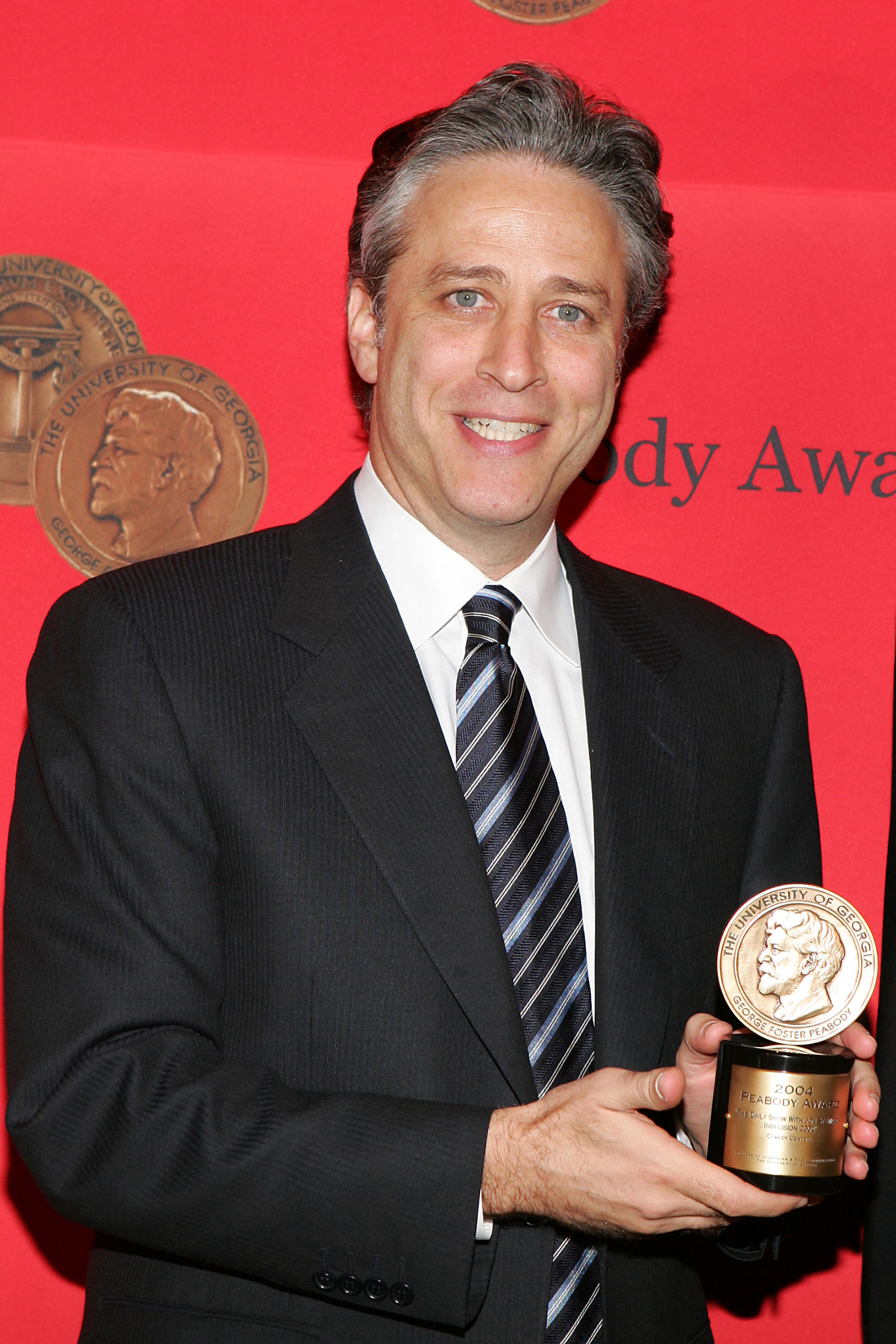
Стюарт з Премією Пібоді, яку він отримав із The Daily Show у 2005

Стюарт та інші члени The Daily Show отримали дві Премії Пібоді за «Нерішучість 2000» та «Нерішучість 2004», висвітлення відповідно президентських виборів 2000 та 2004 років.
The Daily Show отримало Primetime Emmy Award «За видатний текст для вар'єте, музичної чи комедійної програми» у 2001, 2003, 2004, 2005, 2006, 2009, 2011, 2012 та 2015 роках і в номінації «Видатна вар'єте, музична чи комедійна програма» 10 років поспіль, з 2003 по 2012. 2013 року нагороду в обох категоріях натомість отримав спін-оф The Daily Show під назвою The Colbert Report. 2015 року The Daily Show знову отримало обидві нагороди, востаннє під керівництвом Стюарта.
Стюарт отримав Премію Греммі за «Найкращий комедійний альбом» 2005 за свій запис America (The Book): A Citizen's Guide to Democracy Inaction.
У грудні 2003 у новорічному випуску Newsweek Стюарта назвали особою «Хто наступний?» 2004 року; журнал передбачав, що він стане абсолютною сенсацією наступного року. (У кінці року журнал зазначив, що вони виявились праві).
У 2004 році Стюарт виступив на церемонії вручення дипломів у своїй альма-матер, коледжі Вільяма і Мері, й отримав почесний докторський ступінь. Стюарт також виступав як основний спікера на Класному дні у Принстонському університеті в 2004 році, і був спікером Sacerdote Great Names 2008 у Гамілтон-коледжі.
У 2015 році Стюарт потрапив у Time 100, щорічний список 100 найвпливовіших людей року за версією журналу TIME.
Стюарт і The Daily Show отримали Премію Джорджа Орвелла 2005 Національної ради вчителів англійської (NCTE) за «видатний внесок у чесність і чіткість публічного мовлення».
Стюарту вручили Почесну всеамериканську нагороду Національної асоціації футбольних тренерів (NSCAA) у 2006.
21 квітня 2009 року президент Ліберії Еллен Джонсон-Серліф зробила Стюарта командувачем.
26 жовтня 2010 Стюарта було названо Найвпливовішим чоловіком 2010 за версією AskMen.

## Фільмографія

### Фільми
| Рік  | Назва                                      | Роль                         | Примітки                      |
| ---- | ------------------------------------------ | ---------------------------- | ----------------------------- |
| 1994 | Mixed Nuts                                 | Rollerblader                 |                               |
| 1996 | The First Wives Club                       | Elise's lover                | сцени вилучені                |
| 1997 | Wishful Thinking                           | Henry                        |                               |
| 1998 | Half Baked                                 | Enhancement Smoker           |                               |
| 1998 | The Faculty                                | Prof Edward Furlong          |                               |
| 1998 | Playing by Heart                           | Trent                        |                               |
| 1999 | Великий тато                               | Kevin Gerrity                |                               |
| 2000 | The Office Party                           | Pizza Guy                    | короткометражка               |
| 2000 | Committed                                  | Party Guest                  | камео без згадки в титрах     |
| 2001 | Jay and Silent Bob Strike Back             | Reg Hartner                  |                               |
| 2002 | Death to Smoochy                           | Marion Frank Stokes          |                               |
| 2002 | The Adventures of Tom Thumb and Thumbelina | Godfrey (голос)              |                               |
| 2006 | Doogal                                     | Zeebad (голос)               |                               |
| 2006 | Wordplay                                   | Himself                      | документальний фільм          |
| 2007 | Evan Almighty                              | він сам                      | камео                         |
| 2008 | The Great Buck Howard                      | він сам                      | камео                         |
| 2011 | The Adjustment Bureau                      | він сам                      | камео                         |
| 2011 | The Beaver                                 | він сам                      | камео                         |
| 2014 | Rosewater                                  | режисер, продюсер, сценарист |                               |
| 2016 | Batman v Superman: Dawn of Justice         | він сам                      | камео лише в Ultimate Edition |
| 2017 | Tickling Giants                            | він сам                      | документальний фільм          |

### Телебачення
| Рік          | Назва                                          | Роль                                                 | Примітки                                                                    |
| ------------ | ---------------------------------------------- | ---------------------------------------------------- | --------------------------------------------------------------------------- |
| 1990–1993    | Short Attention Span Theater                   | він сам (ведучий)                                    |                                                                             |
| 1992–1993    | You Wrote It, You Watch It                     | він сам (ведучий)                                    |                                                                             |
| 1993–1995    | The Jon Stewart Show                           | він сам (ведучий)                                    | 160 епізодів; також автор, виконавчий продюсер, письменник                  |
| 1994         | The State                                      | Fanmail Guy                                          | епізод: «2.4»                                                               |
| 1996         | Jon Stewart: Unleavened                        | він сам                                              | стенд-ап спецвипуск                                                         |
| 1996–1997    | The Larry Sanders Show                         | він сам                                              | 2 епізоди                                                                   |
| 1997         | The Nanny                                      | Bobby                                                | епізод: «Kissing Cousins»                                                   |
| 1997         | NewsRadio                                      | Andrew                                               | епізод: «Twins»                                                             |
| 1997         | Dr. Katz, Professional Therapist               | Jon (голос)                                          | епізод: «Guess Who»                                                         |
| 1997         | Space Ghost Coast to Coast                     | він сам                                              | епізод: «Mayonnaise»                                                        |
| 1997         | Mr. Show with Bob and David                    | він сам                                              | епізод: «A White Man Set Them Free»                                         |
| 1998         | Since You've Been Gone                         | Todd Zalinsky                                        | телефільм                                                                   |
| 1998         | Elmopalooza                                    | він сам                                              | TV спецвипуск                                                               |
| 1999         | Spin City                                      | Parker                                               | епізод: «Wall Street»                                                       |
| 1999–2015    | The Daily Show with Jon Stewart                | він сам (ведучий)                                    | 2 579 епізодів; також виконавчий продюсер, письменник                       |
| 2001         | 43rd Annual Grammy Awards                      | він сам (ведучий)                                    | TV спецвипуск                                                               |
| 2002         | 44th Annual Grammy Awards                      | він сам (ведучий)                                    | TV спецвипуск                                                               |
| 2002         | Saturday Night Live                            | він сам (ведучий)                                    | епізод: «Jon Stewart/India.Arie»                                            |
| 2005–2014    | The Colbert Report                             | він сам                                              | 1 447 епізодів; співавтор, виконавчий продюсер також в 19 епізодах як гість |
| 2006         | 78th Academy Awards                            | він сам (ведучий)                                    | TV спецвипуск                                                               |
| 2006         | American Dad!                                  | він сам (голос)                                      | епізод: «Irregarding Steve»                                                 |
| 2007         | Jack's Big Music Show                          | Brunk Stinegrouber                                   | епізод: «Groundhog Day»                                                     |
| 2008         | The Simpsons                                   | він сам (голос)                                      | епізод: «E Pluribus Wiggum»                                                 |
| 2008         | 80th Academy Awards                            | він сам (ведучий)                                    | TV спецвипуск                                                               |
| 2008         | A Colbert Christmas: The Greatest Gift of All! | він сам                                              | TV спецвипуск                                                               |
| 2009–2010    | Important Things with Demetri Martin           | 17 епізодів; виконавчий продюсер                     |                                                                             |
| 2010         | Rally to Restore Sanity and/or Fear            | він сам (ведучий)                                    | TV спецвипуск                                                               |
| 2012         | Robot Chicken                                  | Matt Trakker, Serpentor (голос)                      | епізод: «Executed by the State»                                             |
| 2013         | Big Time Rush                                  | він сам                                              | епізод: «Big Time Invasion»                                                 |
| 2014         | Phineas and Ferb                               | Mr. Random (голос)                                   | епізод: «The Klimpaloon Ultimatum»                                          |
| 2015–2016    | The Nightly Show with Larry Wilmore            | він сам                                              | 259 епізодів; автор, виконавчий продюсер також у 2 епізодах як гість        |
| 2015–present | The Late Show with Stephen Colbert             | він сам                                              | виконавчий продюсер також у 10 епізодах як гість                            |
| 2015         | Gravity Falls                                  | Judge Kitty Kitty Meow Meow Face-Shwartstein (голос) | епізод: «Weirdmageddon 2: Escape from Reality»                              |

## Подальше читання
- Jon Stewart: Beyond the Moments of Zen by Bruce Watson, (New Word City, 2014) ASIN B0093FPMVU
- Angry Optimist: The Life and Times of Jon Stewart. by Lisa Rogak, (Saint Martin's Griffin, 2014). ISBN 978-1-250-08047-9